# 한국폴리텍VII대학
한국폴리텍Ⅶ대학(韓國폴리텍七大學, Korea Polytechnic Ⅶ)은 대한민국의 부산광역시와 울산광역시, 그리고 영남 지방의 남쪽인 경상남도를 관할로 한 지역거점 한국폴리텍대학의 하나이다.

## 캠퍼스
- 한국폴리텍대학 창원캠퍼스
- 한국폴리텍대학 부산캠퍼스
- 한국폴리텍대학 울산캠퍼스
- 한국폴리텍대학 동부산캠퍼스
- 한국폴리텍대학 진주캠퍼스

## 구성 및 외부 링크
- 권역대학
  - 창원캠퍼스 (산업학사학위 과정, 기능장 과정, 기능사 과정): 경상남도 창원시 성산구 외동반림로 51-88
- 지역캠퍼스
  - 부산캠퍼스 (산업학사학위 과정, 기능장 과정): 부산광역시 북구 만덕대로155번길 99
  - 울산캠퍼스 (산업학사학위 과정): 울산광역시 중구 산전길 155
  - 동부산캠퍼스 (기능사 과정): 부산광역시 기장군 정관읍 산단4로 2-69
  - 진주캠퍼스 (기능사 과정): 경상남도 진주시 모덕로 299

## 같이 보기
- 대한민국의 교육